# Кучова
Кучо́ва (албан. — Kuçova; с 1950 по 1990 — Сталин) — город в Албании, в округе Берат. 24 июля 2023 года в понедельник в Кучове была отмечена самая высокая температура Албании, впервые в городе температура повысилась до +44, что несколько выше абсолютного максимума крайнего юга Армении и почти соответствует Яшкулю Калмыкии.

## Население
Население города 12 654 чел., в агломерации Берат-Кучова — 74 605 чел. (перепись, 2011). Плотность населения составляет 567 человек на км².

## Экономика города
В начале 1930-х годов Кучова является промышленным городом. В городе развита нефтепереработка. Является нефтепромысловым центром страны; нефтепроводом связан с портом Влёра.
После окончания коммунистического периода развития город пережил серьёзный спад промышленного производства. Уровень безработицы остается высоким.